# Josep Maria Abarca
Josep Maria Abarca Plotas (Barcelona, 19 de juny de 1974) és un jugador de waterpolo català. Fou membre de l'equip espanyol que va guanyar la medalla d'or als Jocs Olímpics d'Estiu de 1996 d'Atlanta, Geòrgia.